# Ceraunius Catena
Ceraunius Catena una formació geològica del tipus catena del quadrangle Arcadia de Mart, situat amb coordenades planetocèntriques a 37.5 ° latitud N i 252.09 ° longitud E. Té un diàmetre de 50.49 km i va rebre el nom d'un clàssic d'albedo localitzat a 35 ° latitud N i 96 ° longitud O. El nom va ser fet oficial per la UAI l'any 1985. El terme "Catena" fa referència a una cadena de cràters.